# Vladimir Berkovitch
Pour les articles homonymes, voir Berkovitch.
Vladimir Berkovitch est un mathématicien israélien travaillant à l'Institut Weizmann des Sciences. Il s'intéresse à la géométrie algébrique arithmétique et à la géométrie analytique non archimédienne (p-adique).

## Formation et carrière
Vladimir Berkovitch soutient sa thèse de doctorat sous la direction de Yuri Manin. En 1991-1992, il est chercheur en visite à l'Institute for Advanced Study, puis de nouveau à l'été 2000.
Il est le créateur des espaces de Berkovitch (en) et il a développé une cohomologie étale pour les espaces analytiques (en particulier le demi-plan supérieur p-adique) pour le programme de Langlands.

## Prix et distinctions
En 2012 il devient fellow de l'American Mathematical Society.
Il est lauréat du Prix de recherche Humboldt.
En 1998 il est conférencier invité au Congrès international des mathématiciens à Berlin, avec une conférence intitulée « p-adic analytic spaces ».

## Sélection de publications
- Vladimir G. Berkovich, Spectral theory and analytic geometry over non-Archimedean fields, vol. 33, Providence, R.I., American Mathematical Society, coll. « Mathematical Surveys and Monographs », 1990, 169 p. (ISBN 978-0-8218-1534-2, MR 1070709, lire en ligne)
- Étale cohomology for non-Archimedean analytic spaces, Publications Mathématiques de l'IHÉS, 78, 1993, pp 5–161
- Integration of one-forms on p-adic analytic spaces, Annals of Mathematical Studies, Princeton University Press 2007
- Vanishing cycles for non-Archimedean analytic spaces, J. American Mathematical Society, 9, 1996, pp 1187–1209
- Smooth p-adic analytic spaces are locally contractible, Inventiones Mathematicae, vol 137, 1999, pp 1–84.